# Баранов, Евстафий Евстафьевич
Евстафий Евстафьевич Баранов (фон Барангоф) (1790—1845) — генерал-лейтенант русской императорской армии, участник Наполеоновских войн и польской кампании 1831 года.

## Биография
Родился 20 сентября (1 октября) 1795 года. Происходил из старинного русского дворянского рода Барановых, часть которого в XVI веке переселилась в Прибалтику и там совершенно онемечилась, записан в дворянские книги Эстляндской губернии; был евангелическо-лютеранского вероисповедания.
В военную службу вступил в 1806 году прапорщиком в армейские егерские полки. Принимал участие в Отечественной войне 1812 года и последующих Заграничных походах 1813 и 1814 годов.
По окончании Наполеоновских войн продолжил службу по армейской пехоте и в 1824 году был произведён в полковники. 19 декабря 1829 года за беспорочную выслугу 25 лет в офицерских чинах он был награждён орденом св. Георгия 4-й степени (№ 4336 по кавалерскому списку Григоровича — Степанова).
Произведённый 6 декабря 1830 года в генерал-майоры, Баранов в следующем году сражался в Польше с повстанцами; 25 июня 1831 года был награждён золотой шпагой с надписью «За храбрость» и алмазными украшениями.

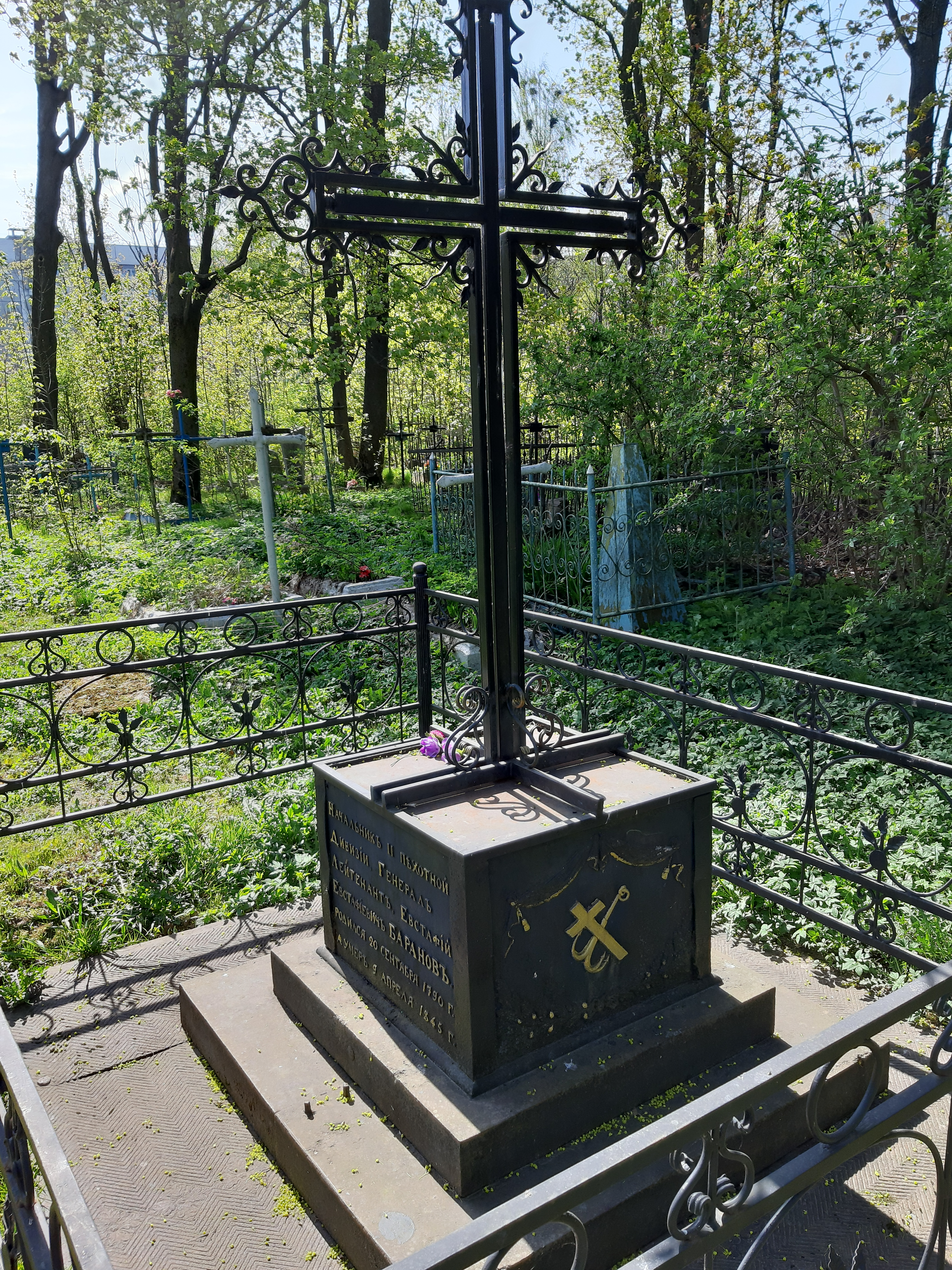
Могила Е. Е. Баранова на Воскресенском кладбище Могилёва

Впоследствии занимал должность командующего 2-й пехотной дивизией, а 6 декабря 1840 года был произведён в генерал-лейтенанты с назначением начальником 11-й пехотной дивизии.
Скончался 9 (21) апреля 1845 года, занимая последнюю должность; исключён из списков умершим Высочайшим приказом о чинах военных от 9 мая 1845 года. Похоронен в Могилёве на Воскресенском кладбище.

## Награды
- Орден Святого Владимира 4-й ст. с бантом (1812)
- Орден Святой Анны 2-й ст. (1814; и императорская корона к ордену — 1829)
- Орден Святого Георгия 4-й ст. (1829; за выслугу)
- Золотая шпага «За храбрость» с алмазами (1831)
- Знак ордена За военное достоинство 2-й ст. (1831)
- Знак отличия за XXV лет беспорочной службы (1837)
- Орден Святого Станислава 1-й ст.
- Прусский орден Pour le Mérite (1814)

## Семья
Баранов был женат на своей дальней родственнице Жанетте Егоровне урождённой Барановой, их дети: Александр (генерал-лейтенант, герой Кавказских и Туркестанских походов) и Николай (генерал-лейтенант, командир лейб-гвардии 2-го стрелкового батальона).